# Cocconia placenta
Cocconia placenta är en svampart som först beskrevs av Berk. & Broome, och fick sitt nu gällande namn av Pier Andrea Saccardo 1889. Cocconia placenta ingår i släktet Cocconia och familjen Parmulariaceae.   Inga underarter finns listade i Catalogue of Life.